# Bandera de Rapa Nui
La bandera de Isla de Pascua, conocida en idioma rapanui como Te Reva Reimiro, es el emblema representativo de la etnia rapa nui residente en la isla, además de ser un símbolo extraoficial tanto de la comuna como de la provincia homónima.
El nombre rapanui reimiro remite a un adorno pectoral hecho en madera de toromiro, símbolo de consanguinidad y autoridad, que utilizaban los jefes tribales o arikis durante ceremonias religiosas, consistente en una figura en forma de cuarto creciente en cuyos extremos sobresalen dos rostros humanos que se miran frente a frente.

## Historia
Una posible bandera ancestral que según la tradición oral (Grant McCall)   sobre fondo blanco, figuraban el adorno reimiro en rojo, símbolo del mana o poder, y figuras antropomorfas en negro que representaban varios tangata manu (‘hombre-pájaro’).

Según los misioneros, en la década de 1860, la bandera Rapa Nui era descrita como una bandera blanca: 
Es relevante destacar que junto al pabellón francés está el rapanui, pero, además, el de la misión: “Cuando el navío vea la bandera de la misión (bandera blanca con una cruz roja al centro)”. También esta referencia aparece en 1864 cuando se fue a buscar a Eugenio Eyraud: “Un poco más tarde, vimos a mucha gente en la isla yendo y viniendo en todos los sentidos. Pronto la playa estuvo cubierta de seres humanos. Una bandera blanca, izada en la tierra, nos indicaba donde anclar y nos anunciaba una recepción pacífica”. Cuando es enterrado el hermano Eugenio Eyraud: “M. Bornier con toda su gente, así como casi todos los habitantes de la isla asistieron al entierro. Nuestra bandera de Rapanui, habiendo cubierto el féretro durante la ceremonia, fue izado en señal de duelo” .
Tras la incorporación de la isla de Pascua a Chile en 1888, se instauró el uso del pabellón nacional chileno como el único oficial. A la llegada del buque escuela Baquedano en 1902, los isleños enarbolaron como pabellón oficial una versión modificada de la bandera chilena, que, con los colores invertidos, mostraba una cruz sobre una mitra y los Sagrados Corazones de Jesús y de María, flanqueados por dos reimiros. Tras la visita, banderas chilenas reglamentarias reemplazaron a este pabellón, que fue llevado al museo de Valparaíso. En 1906 un incendio en el museo destruyó la bandera. Los isleños continúan utilizando el emblema del reimiro, el que fue reconocido por la autoridad nacional tras la dictación de la «Ley Indígena» en 1993.

Posible Bandera ancestral según la tradición oral
Pabellón propio inspirado en la bandera de Chile usado hasta 1902.
Bandera de la misión SSCC en Rapa Nui desde 1866 (reconstrucción basada en un texto escrito).